# Axelrodia
Axelrodia es un  género de peces de la familia Characidae en el orden de los Characiformes.

## Especies
Hay tres especies en este género:
- Axelrodia lindeae Géry, 1973
- Axelrodia riesei Géry, 1966
- Axelrodia stigmatias (Fowler, 1913)